# 鉞音五郎
鉞 音五郎（まさかり おとごろう、1794年〈寛政6年〉 - 1812年〈文化9年12月〉?）は、東関部屋に所属した元力士。
本名、身長は不明。体重135kgと大柄だった。出身地は諸説あり、九州、江戸、阿州などが伝わっている。
最高位は東大関。
1811年11月初土俵。西大関としてのデビューだった。但し、18歳，体格の良さ，その場所は全休している事から看板大関としての登録だった可能性が高い。翌1812年4月場所は西関脇に降格し、1勝4休の成績を残した。
1812年9月場所では東大関に返り咲き、6勝2敗1分1無の好成績を残すも、その場所終了後、19歳で死去。死因は不明だが、場所後の巡業で錦木塚五郎との取組の際、怪力で引っ張り込まれたまま頭で押されたのが原因で没したと伝わる。
幕内通算3場所、7勝2敗1分1無14休の成績を残した。
改名歴は2回ある：鉞　音五郎 → 鈴ヶ峰　松五郎 → 鶴ヶ峰　松五郎

## 場所別成績
| 1811年 | x            | 西大関 0–0–10            |
| 1812年 | 西関脇 1–0–4 | 東大関 引退 6–2–0 1分1無 |
| 各欄の数字は、「勝ち-負け-休場」を示す。 優勝 引退 休場 十両 幕下 三賞：敢=敢闘賞、殊=殊勲賞、技=技能賞 その他：★=金星 番付階級：幕内 - 十両 - 幕下 - 三段目 - 序二段 - 序ノ口 幕内序列：横綱 - 大関 - 関脇 - 小結 - 前頭（「#数字」は各位内の序列） |              |                          |